# Dayao pengzhongi
Dayao pengzhongi – gatunek chrząszcza z rodziny kusakowatych i podrodziny marników. Występuje endemicznie w południowych Chinach.

## Taksonomia
Gatunek ten opisali po raz pierwszy w 2011 roku Yin Ziwei, Li Lizhen i Zhao Meijun na łamach ZooKeys. Opisu dokonano na podstawie czterech okazów odłowionych w tym samym roku w górach Dayao w regionie Kuangsi. Epitet gatunkowy nadano na cześć Peng Zhonga, który odłowił holotyp.

## Morfologia
Chrząszcz ten osiąga od 2,81 do 2,99 mm długości i od 1,07 do 1,1 mm szerokości ciała. Ubarwienie ma rudobrązowe. Głowa i przedplecze są delikatnie punktowane. Przód głowy wykształcony w ryjek nadaje jej zarys wydłużonego trójkąta o stępionych kątach. Wyłupiaste oczy złożone buduje około 30–35 omatidiów. Ciemię zaopatrzone jest w pośrodkowe żeberko i leżącą po jego bokach parę małych, łysych dołeczków. Czoło pozbawione jest dołków. Czułki buduje jedenaście członów, z których trzy ostatnie formują buławkę. U samca dziewiąty ich człon jest w nasadowej ⅓ trochę bocznie rozszerzony, podczas gdy u samicy pozbawiony jest jakichkolwiek modyfikacji. Przedplecze jest tak szerokie jak długie i ma w przedniej części kępki długich, złocistych, skierowanych ku tyłowi szczecinek. Pokrywy są szersze niż dłuższe, mają dwie pary dołków nasadowych i pozbawione są listewek. Zapiersie ma długi i z tyłu zakrzywiony wyrostek, który jest jednak znacznie mniejszy niż u pokrewnego D. emeiensis. Odnóża mają niezmodyfikowane człony stóp. Odwłok jest szerszy niż dłuższy. Czwarty tergit odwłoka jest najdłuższy, zaopatrzony w parę dołków nasadowo-bocznych połączonych głęboką bruzdą oraz w żeberka dyskalne sięgające 2/5 jego długości. Genitalia samca mają edeagus o długości około 0,5 mm, asymetrycznym płacie środkowym i wyraźnie węższych niż u D. emeiensis paramerach.

## Występowanie
Owad ten jest endemitem południowej części Chin, znanym tylko z miejsca typowego w powiecie Jinxiu w regionie Kuangsi. Spotykany był w terenie górzystym, na rzędnych od 1200 do 1400 m n.p.m..